# 澎湖鮫人
澎湖鮫人，是傳說曾經居住在澎湖南嶼的怪人族，後來因故而離開當地。

## 外表與習性
澎湖鮫人有著半人半鯊的身體，擅長紡織絲織品和在海中採集、捕獵，住在珊瑚礁附近的洞穴裡，有時甚至還會出現在半夜的海市或鬼市進行交易。但後來因為南嶼的風浪太大而遷移，不知所終。

## 現代研究
因為記載中的澎湖鮫人不像其他地方的鮫人（如南海鮫人）那樣有特別的能力或夢幻的傳說，反而很多都是描述著他們在海中生活、採集的情況，因此其很有可能是澎湖漁民、採集戶的代稱。